# 建宁路 (南京)
建宁路是中国南京的一条交通干道，东西走向，位于鼓楼区辖区内。建宁路东到中央门立交桥通中央路、中央北路、龙蟠路，西到四平路、大桥南路接建宁西路，全长2420米，宽40米。

## 历史
西端曾是明代迎宾大道的一段，亦是清光绪年间南京第一条马路的北端，1929年修筑绥远路，其中城墙以西曾名兴中门大街。东段原为民国时期开辟中央门通往下关火车站的道路。1968年南京长江大桥通车之际，将原绥远路、城河路、民生街、晓街、长平路等小路拓建，形成建宁路和建宁西路。该路最初路幅14至18米，由于南京火车站、长途汽车站以及铁路货场均设于附近，车辆流量颇大，1984年建宁路拓宽到40米。1998年两路合并为建宁路。